# Système Olympus OM
Le système Olympus OM est une gamme d'appareils photo reflex mono-objectif 35 mm, d'objectifs et d'accessoires vendus par Olympus entre 1972 et 2002. Le système est introduit par Olympus en 1972. La gamme est conçue par Yoshihisa Maitani (en), designer en chef d’Olympus, et son équipe ; OM est l'abréviation d'Olympus Maitani.
Le noyau du système est une série de boîtiers compacts divisés en une série avancée et une série ultérieure orientée grand public. Le premier modèle est le M-1 entièrement mécanique qui, sous la pression de Leica (qui avait déjà un modèle M1), est renommé OM-1. Dans le même temps, le système M est rebaptisé système OM. L’appareil photo est équipé d’un posemètre TTL au sulfure de cadmium (CdS) à pleine ouverture et d'une monture d'objectif à baïonnette d'un diamètre relativement grand. À la fin des années 1970, il est rejoint par l'OM-2 semi-automatique et par l'OM-10 grand public. Olympus conserve la règle de dénomination avec les OM-3 et OM-4 « professionnels », et les OM-20, OM-30 et OM-40 grand public. Les appareils photo sont accompagnés d’une série d’objectifs de la marque Zuiko, ainsi que d’une large sélection d’accessoires. La majorité des boîtiers et des objectifs OM sont à mise au point manuelle ; l'OM-707 de 1986 était le seul vrai modèle autofocus.

## Modèles d'appareils photo
Olympus a produit une grande variété de modèles d’appareils photo OM au fil des ans. Ceux-ci ont été divisés en deux séries distinctes. Les appareils photo avec des numéros de modèle à un chiffre étant la série « professionnelle », optimisée pour des fonctionnalités plus avancées et une durabilité plus grande. Les chiffres de modèle à deux chiffres (ou plus), ou lettres, signifiant un appareil photo « grand public » conçu pour être facile à utiliser.
Tous les modèles grand public ont été abandonnés après 1992, car le marché des appareils photo reflex à mise au point manuelle avait considérablement diminué au profit des reflex à mise au point automatique. La gamme grand public est revenue en 1997 avec le modèle OM-2000 produit par  Cosina.

## Objectifs

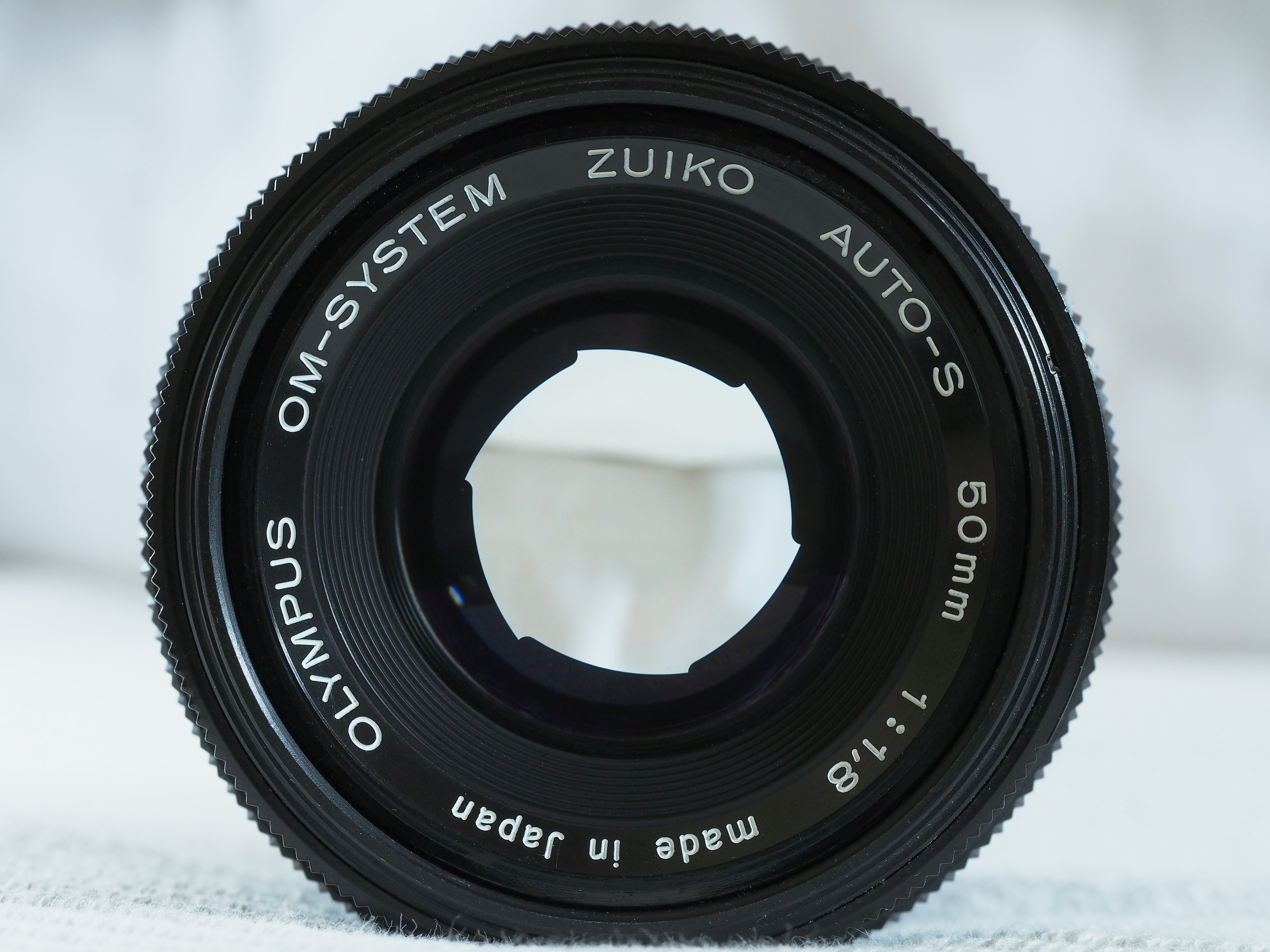
Olympus Zuiko OM 50 mm f/1.8

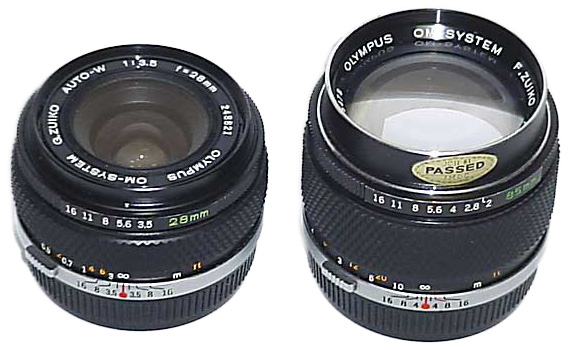
Objectifs du système OM.

Sur les objectifs de la série OM, la bague de réglage du diaphragme est située à l'avant du fût de l'objectif pour l'éloigner du réglage de la vitesse d'obturation, qui est une bague située sur le corps de l'appareil concentriquement à la monture. Les objectifs OM possédent également un bouton de contrôle de la profondeur de champ situé sur l'objectif, contrairement à la plupart des autres systèmes reflex, où le bouton est situé sur le boîtier de l'appareil.

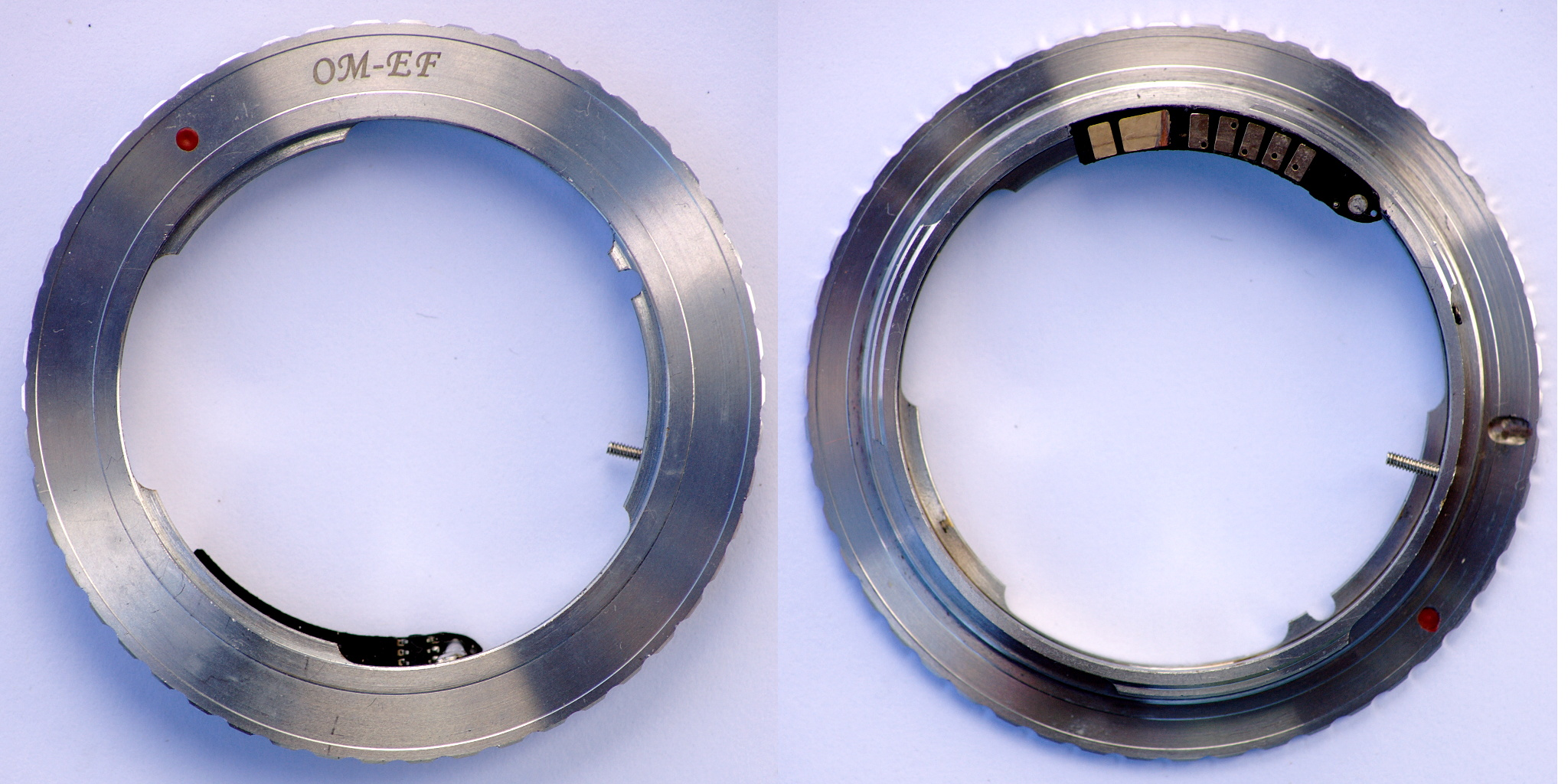
Adaptateur Olympus OM - Canon EOS.

Les objectifs OM sont conçus pour se situer à 46 mm (mesuré à partir de la bride de la monture d'objectif) du plan du film. La combinaison de l'emplacement du bouton de contrôle de la profondeur de champ et du tirage mécanique généreux rend les objectifs OM adaptables (avec des fonctionnalités limitées) à une variété d'autres systèmes d'appareils reflex – dont les modèles Canon EOS – en utilisant un adaptateur de monture spécifique.